# ラファエル・ズーバー
ラファエル・ズーバー (Raphael Zuber, 1973年6月5日 - ) はスイスの建築家。

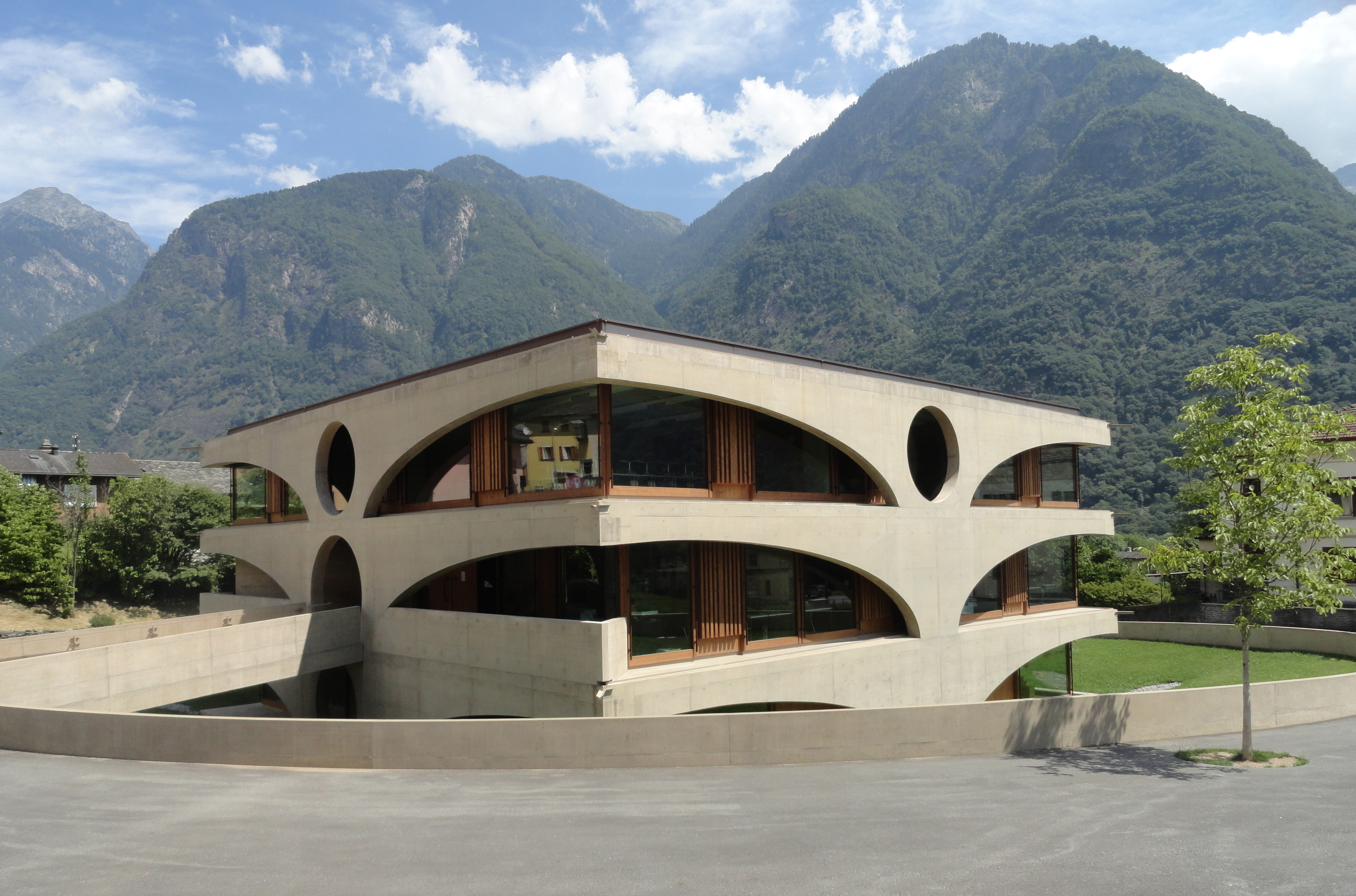
グローノの学校と幼稚園

## 略歴
1973年クール生まれ。2001年スイス連邦工科大学チューリッヒ校を卒業。在学期間中にヴァレリオ・オルジアティの下、チューリッヒで建築の実務経験を積む。卒業後、クールに自身の事務所を設立。メンドリジオ建築アカデミー、オスロ建築デザイン大学、スイス連邦工科大学ローザンヌ校、スイス連邦工科大学チューリッヒ校、ポルト大学建築学部、コーネル大学で客員教授および非常勤講師を務めた。2016年アレハンドロ・アラベナが総合キュレーターを務める第15回ヴェネチア・ビエンナーレ国際建築展にて自身の近作である4つのプロジェクトを展示している。

## 作品

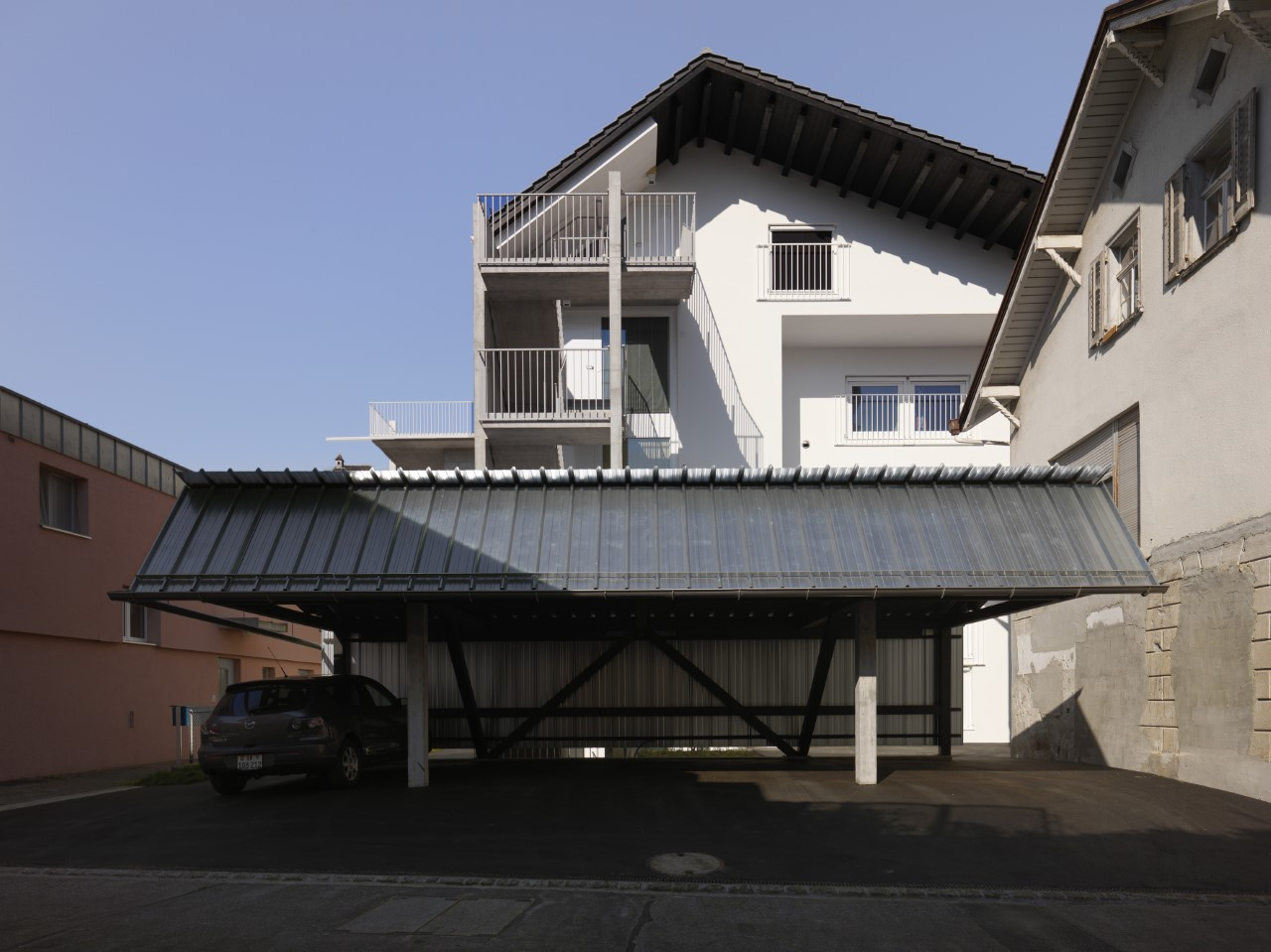
ドーマト/エムスのアパートメント

- 2011年 グローノの学校と幼稚園、スイス、グラウビュンデン、グローノ
- 2016年 ドーマト/エムスのアパートメント、スイス、グラウビュンデン、ドーマト/エムス
- 2016年 INVERTED HOUSE、日本、北海道 (設計共同体: オスロ建築デザイン大学、設計監修: 隈研吾建築都市設計事務所)
- 2018年– 黒海の家、ルーマニア (共同設計: ラウラ・クリスティア)
- 2018年- ゴッサウのスイミングプール、スイス、ザンクトガレン、ゴッサウ

## 受賞
- 2012年 耐震構造の建築工学賞(Architektur- und Ingenieurpreis erdbebensicheres Bauen) グローノの学校と幼稚園
- 2013年 グラウビュンデン州建築賞(Auszeichnungen für gute Bauten Graubünden) グローノの学校と幼稚園
- 2018年 クール市文化賞(Kulturpreis der Stadt Chur)

## 著書
- Important Buildings. Istituto Svizzero di Roma, Kaleidoscope Press, Milano 2010 ISBN 978-88-97185-01-7
- Important Buildings. A personal choice made by students with Raphael Zuber. Accademia di Architettura di Mendrisio,　2011 ISBN 978-3-033-02464-9
- Raphael Zuber – Four Projects. Pelinu Books, Bucharest 2020 ISBN 978-973-0-29819-2

## 関連文献
- a+u 2019年1月号 Re:Swiss スイスの建築家U-45 (エー・アンド・ユー、2019年)
- WHAT IS A HOUSE FOR 家は何のためにあるのだろう ラファエル・ズーバー ゴールドスタイン邸 ジョン・ロートナー 2020年